# Epiphragma (Epiphragma) delicatulum
Epiphragma (Epiphragma) delicatulum is een tweevleugelige uit de familie steltmuggen (Limoniidae). De soort komt voor in het Neotropisch gebied.